# أندرس دونر
أندرس دونر (بالفنلندية: Anders Donner) (و. 1854 – 1938 م) هو عالم فلك من فنلندا. ولد في كوكولا.
توفي في هلسنكي، عن عمر يناهز 84 عاماً.

## مناصب وهيئات
أدار جامعة هلسنكي.